# Коррадо Там'єтті
Коррадо Там'єтті (італ. Corrado Tamietti, нар. 19 січня 1914, Торре-Пелліче — ?) — італійський футболіст, захисник. Олімпійський чемпіон 1936 року.
Насамперед відомий виступами за клуб «Наполі». 

## Клубна кар'єра
У дорослому футболі дебютував 1934 року виступами за команду клубу «Ювентус», в якій провів один сезон, так і не взявши участі у жодній грі чемпіонату. 
Згодом з 1935 по 1937 рік грав у складі команд клубів «Брешія» та «Венеція».
Своєю грою за останню команду привернув увагу представників тренерського штабу клубу «Наполі», до складу якого приєднався 1937 року. Відіграв за неаполітанську команду наступні два сезони своєї ігрової кар'єри.
Протягом 1939—1947 років захищав кольори клубів «Модена», «Віченца», «Пінероло» та «Санремезе».
Завершив професійну ігрову кар'єру у нижчоліговому клубі «Пінероло», у складі якого вже виступав раніше. Прийшов до команди 1947 року, захищав її кольори до припинення виступів на професійному рівні у 1948.

## Виступи за збірну
1936 року був включений до складу національної збірної Італії для участі в літніх Олімпійських іграх 1936 року, на яких італійські футболісти вибороли золоті нагороди. Проте в рамках матчів олімпійського турніру на поле жодного разу не вийшов, в подальшому до лав національної команди не залучався.